# Ibiporã
Ibiporã là một đô thị thuộc bang Paraná, Brasil. Đô thị này có diện tích 300,187 km², dân số năm 2007 là 47052 người, mật độ 157,6 người/km².